# Обзор Холокоста: глобальное видение
Международная тегеранская конференция «Обзор Холокоста: глобальное видение» была проведена министерством иностранных дел Ирана 11—12 декабря 2006 года. Собрала до 150 исследователей и историков из 30 стран. Среди участников присутствовали исследователи, отрицающие Холокост.
Инициатором конференции выступил президент Ирана Махмуд Ахмадинежад, считающий Холокост «мифом».

## Содержание конференции
В качестве официальной цели этой конференции было заявлено исследование Холокоста и рассмотрение «вопроса» о том, действительно ли нацисты убивали евреев в газовых камерах. «Наша задача — не подтверждение или опровержение существования Холокоста. Мы хотим дать возможность изложить своё мнение мыслителям, которые не могут сделать этого в Европе», — заявил министр иностранных дел Ирана Манучехр Моттаки, открывая конференцию.
Среди тем конференции: «Почему сионисты сотрудничали с Гитлером?». Поскольку в ряде стран, где правили нацисты, после войны появились законы, запрещающие отрицание Холокоста, Иран объявил, что это «возможность высказаться для ученых, которые не могут свободно выражать в Европе свои взгляды на Холокост». Если Запад намерен предоставлять убежище иранским диссидентам, то Иран предоставит убежище Дэвиду Дюку. Если Запад утверждает, что поддерживает свободу слова, Иран будет делать то же самое.
По утверждению представителей принимающей стороны, иранского Института политических и международных исследований (IPIS), несмотря на то, что «Холокост является инструментом пропаганды, оправдывающим помощь еврейскому народу в XX столетии», они готовы отдать дань уважения иудаизму.

## Участники конференции
Среди участников конференции были:

Обложка русскоязычного издания с материалами конференции

- Раввин Аарон Коэн (Великобритания), представитель британской еврейской общины, заявивший, что факт Холокоста не подлежит сомнению, но и не может служить оправданием для «израильских преступлений против палестинцев».
- Исраэль Шамир выступил с докладом «О лжи сионистской пропаганды»,
- Мишель Ренуф (Австралия) выступила с докладом «Антихристианский характер религии Холокоста»,
- Раввин Мойше Арье Фридман[англ.] («Натурей Карта») выступил с докладом «Сионизм и Холокост с точки зрения ортодоксального еврея-антисиониста».
- Дэвид Дьюк (Дюк) (США), в своё время состоял в «Ку-Клукс-Клане»; утверждает, что в отношении Холокоста должна быть «свобода слова». «Тот факт, что нельзя свободно обсуждать Холокост, позволяет израильтянам скрывать преступления против палестинского народа», — заявил он.
- Жорж Тиль (Тейль, Тей) (Франция), писатель, осуждённый на родине за распространение ревизионистских теорий. Он называет Холокост «огромной ложью». «Евреев преследовали, но никакой машины для убийства нацисты не создавали, в газовых камерах никого не убивали», — утверждает Тиль.
- Фредерик Тобен (Тёбен) (Австралия), специализирующийся на отрицании нацистских газовых камер, выступил с докладом «Техника Холокоста». Как сообщает газета «КоммерсантЪ», Тобен, в частности, заявил, что жертв Освенцима было 2007 человек[1].
- Робер Фориссон (Франция) выступил с докладом «Победы ревизионизма».
- Исраэль Давид Вайс[англ.]
- Ахмед Рами

## Итоги конференции
В отчёте о конференции, автором которого является Бенрхард Шауб, были подвергнуты резкой критике мнения ЕС, США и ООН по поводу созыва конференции. По мнению Шауба, «они показали свой невероятный страх перед истиной». Также в данном отчёте было подвергнуто критике общественное мнение об Иране как о «полицейском государстве». В заключение высказана надежда на то, что работа ревизионистов будет продолжена:

«Теперь предстоит работа. Завершение конференции в Тегеране было не концом, а, будем надеяться, началом с далеко идущими последствиями.»

## Международная реакция на конференцию
Против проведения конференции протестовали некоторые представители общественности Ирана, в их числе иранские евреи, считающие возмутительным отрицание Холокоста, а также некоторые студенты Технологического университета имени Амира Кабира, где выступал президент Ирана Ахмадинежад (один из протестующих студентов, сказал, что Ахмадинежад собрал на конференцию в Иране нацистов и расистов со всего мира).
Европейский союз, США и Израиль выразили официальный протест. В Германии была организована ответная конференция.
Негативно к проведению конференции отнеслось и Министерство иностранных дел России. Заместитель министра иностранных дел Александр Салтанов отметил: «Пересмотр итогов Второй мировой войны — дело ненужное, которое не принесёт пользы никому, тем более, когда речь идёт о страданиях целого народа». Официальный представитель МИД России Михаил Камынин заявил, что утверждения, ставящие под сомнение факт и масштабы уничтожения евреев Европы во время Второй мировой войны, рассматриваются МИДом как неприемлемые: «Россия разделяет выраженную Генассамблеей ООН решимость не допускать отрицания Холокоста. Этим определяется и наше отношение к мероприятию в Тегеране».
Российский раввин Адольф Шаевич назвал конференцию «собранием подлецов».
Конференция стала одним из поводов для принятия 26 января 2007 года, накануне Международного дня памяти жертв Холокоста, Генеральной Ассамблеей ООН специальной Резолюции 61/255 «Отрицание Холокоста», осуждающей без каких-либо оговорок любое отрицание Холокоста.